# Dov Hoz (schip, 1946)
De Dov Hoz (Hebreeuws: דב הוז) was een in 1946 gebouwd Italiaans schip. Het speelde een grote rol in de Aliyah Bet, de illegale immigratie van Joden naar het Mandaatgebied Palestina.

## Geschiedenis
Aan het begin van 1946 kocht de Mossad Le'Aliyah Bet de Fede en vernoemde het naar Dov Hoz, een van de oprichters van de Hagana. Het schip werd ingericht voor het vervoer van emigranten in de haven van La Spezia in Italië. Tegelijk werd het schip de Eliahu Golom gereed gemaakt, voorheen de Fenice.
In april 1946 werd een begin gemaakt met het inschepen van 675 Joodse vluchtelingen in de Dov Hoz. De Britse autoriteiten trachtten het vertrek van de twee schepen te verhinderen, waarop operatieleider Yehuda Arazi een hongerstaking op de schepen organiseerde en een groot aantal persconferenties gaf. Na toestemming van de Britse regering vertrokken de twee schepen op 8 mei en arriveerden op 13 mei in Haifa.

### Tweede reis naar Palestina
De Dov Hoz werd later omgedoopt in Arba Cheruyot ('Vier Vrijheden') en maakte op 23 augustus 1946 een tweede reis van Italië naar Palestina. Het schip vervoerde 1024 emigranten, waaronder ongeveer 300 vrouwen en 200 kinderen. Het schip werd echter op 2 september onderschept door de Britse blokkade, wat gepaard ging met hevige weerstand. Twee vluchtelingen sprongen van boord en verdronken. De overige opvarenden werden gedeporteerd naar de interneringskampen in Brits Cyprus.